# Speocera pongo
Speocera pongo is een spinnensoort uit de familie Ochyroceratidae. De soort komt voor in Borneo.